# Es ist schwer, ein Gott zu sein
Es ist schwer, ein Gott zu sein (Originaltitel russisch Трудно быть богом Trudno byt bogom) ist ein Filmdrama aus dem Jahr 2013. Es ist der letzte Film des russischen Regisseurs Alexei German, der kurz vor Fertigstellung des Films starb. Sein gleichnamiger Sohn Alexei vollendete den Film.
Der Science-Fiction-Film basiert auf dem Buch Es ist nicht leicht, ein Gott zu sein von Arkadi und Boris Strugazki aus dem Jahr 1964.

## Handlung
Der Film orientiert sich nur lose an dem Roman der Brüder Strugazki. Zugrunde liegt die Entdeckung eines fremden Planeten, der ähnlich wie die Erde eine Gesellschaft von Menschen entwickelt hat, die allerdings auf dem Stand des späten Mittelalters stecken geblieben sind. Der Erdling Anton wurde als Forscher zu diesem Planeten gebracht und zerbricht psychisch an seiner Unfähigkeit, etwas gegen das Leid der Bevölkerung zu tun, die von einer klerikalen Oberschicht in ihrer Unaufgeklärtheit gehalten wird.
Er reist verkleidet als Feudalherr Don Rumata durch die Ländereien und begegnet allerorts den Grauen, die alle Literaten ermorden und Bücher verbrennen. Aufgrund seiner überlegenen Fähigkeiten wird er von vielen als unverletzbar und gottgleich angesehen, was ihn am Ende zur Erkenntnis bringt, dass es nicht leicht ist ein Gott zu sein.
Der Film erzählt fragmentarisch Szenen dieser Reise, deren Zusammenhang der Zuschauer nur erahnen kann.

## Veröffentlichungen
Der Film wurde am 13. November 2013 in Rom uraufgeführt und kam im darauffolgenden Jahr in Russland in die Kinos. Der deutsche Kinostart war am 3. September 2015.

## Rezeption
Während die Kritiken innerhalb Russlands gemischt waren, hatte der Film international großen Erfolg, lief auf renommierten Festivals und erreichte eine Wertung von 90 auf Metacritic.

„Und doch wurde die gesamte Cannes-Selektion von einem Film in den
Schatten gestellt, der nur auf dem Markt zu sehen war:
Es ist schwer, ein Gott zu
sein
, das Vermächtnis des 2013 verstorbenen Sowjetrussen Aleksej German,
macht aus dem berühmten Roman ‚Es ist nicht leicht, ein Gott zu sein‘ von
den Strugazki-Brüdern ein dreistündiges Delirium. Die fast unerträgliche
Dichte von Germans einzigartig vielschichtig choreografierten Bild- und
Tonkompositionen ließ alles andere buchstäblich zwergenhaft aussehen –
sein voriger Film war 1997 noch im Cannes-Wettbewerb, aber schon länger
trauen sich die Großfestivals jenseits weltberühmter Namen wie Godard
keine tatsächlich radikale Kunst zu“

„Man kann Alexei Germans Opus Magnum als nichts anderes bezeichnen als
ein visionäres Meisterwerk. Ein unglaubliches Monster von einem Film. Ich
habe das Gefühl, dass sein tatsächlicher filmgeschichtlicher Einfluss wohl
erst in zwanzig, dreißig Jahren so richtig begriffen werden kann. Es ist ein
gewaltiges Vermächtnis geworden, wüst, dunkel, rätselhaft.“

## Trivia
- Der Originalroman wurde bereits 1989 von Peter Fleischmann verfilmt, siehe Es ist nicht leicht, ein Gott zu sein.
- Der Film wurde von 2000 bis 2008 in Tschechien und in den Lenfilm Studios in Sankt Petersburg und Moskau gedreht. Aleksei German arbeitete danach Jahre am Schnitt, während dessen er im Februar 2013 starb. Sein Sohn vollendete den Film im gleichen Jahr.[6]
- Das Budget für den Film belief sich umgerechnet auf rund 7 Millionen US-Dollar.[7]